# Potamó d'Alexandria
Potamó d'Alexandria (en llatí Potamon, en grec antic Ποτάμων) fou un filòsof grec d'Alexandria
D'aquest filòsof se'n te notícia a partir de Diògenes Laerci, Porfiri i Suides. Les informacions que donen d'ell els tres autos són poc comprensibles i difícilment conciliables. Diògenes Laerci diu que poc abans de l'època en què ell vivia (πρὸ ὀλίγου), Potamó va crear una secta eclèctica (ἐκλεκτική τις αἵρεσις). No se sap que aquesta escola tingués continuïtat. Porfiri fa un comentari molt confús, on no s'aclareix si Potamó era un deixeble ocasional de Plotí o Plotí ho va ser de Potamó. Suides per la seva banda diu el mateix que Diògenes Laerci, però afegeix que va viure en temps d'August, és a dir, al segle i aC (πρὸ Αὐγούστου, καὶ μετ᾽ αὐτόν), cosa poc conciliable amb les anteriors. Sembla que Suides el confon amb Potamó de Mitilene, que va viure en temps de Tiberi.
Laerci diu també que va deixar diversos escrits en els que combinava les doctrines de Plató amb les dels estoics i les doctrines d'Aristòtil, amb algunes aportacions originals pròpies. Suides diu que va escriure un comentari sobre la República de Plató.